# 二重惑星
二重惑星（にじゅうわくせい、英語: double planet, binary planet）とは、明確な定義は存在しないが、大きさの近い2つの惑星が共通重心の周りを互いに公転しているような系のことである。

## 二重惑星の定義

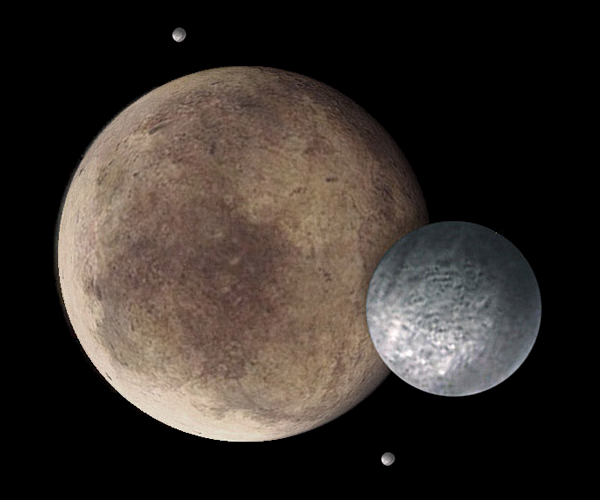
冥王星と3つの衛星を比較した想像図。冥王星と衛星カロンは二重準惑星に分類されうると考えられている。

二重惑星を明確に定義できない要因としては、そもそも惑星の定義自体が明確になっていないことが挙げられる。また仮に惑星の定義が明確になったとしてもなお、今度は何を以って「二重惑星」とするかについて議論の余地が残っている。二重惑星系と惑星 - 衛星系とを区別する基準について、以下にその論点を挙げる。

### 2天体の質量比
二重惑星を構成する2つの天体は、その質量が似通っているものだと考える人がいる。ただし「質量が似通っている」と判断するための閾値に関しては明確に決まっていない。つまり質量が似通っていることが必要だと主張する人達の間でも、2つの天体の質量比がどの範囲までであれば二重惑星系と言えるのかが決まっていないのである。
通常、衛星の質量は、その母惑星の質量に比べて十分に小さい。例えば太陽系の衛星のうち、水星の直径を超える比較的大きな衛星として知られるタイタンですら、母惑星である土星と比較すると、その質量比は1/4230に過ぎない。他に水星の直径を超える衛星としてはガニメデが知られているものの、母惑星である木星との質量比はさらに小さいため問題とされない。
衛星の質量がその母惑星の質量に肉薄している例外としては、地球の衛星の月（1/81.3地球質量）、冥王星の衛星カロン（1/8.6冥王星質量）が知られている。既知の太陽系内の天体の中ではこれらを二重惑星とするか否かが議論されている。

### 2天体の共通重心の位置
2つの天体が二重惑星を形成しているかどうかを判断する指針としてよく利用されるのは、2つの天体の共通重心がいずれの天体の表面よりも外側、すなわち宇宙空間にあるかどうかによって判断する方法である。まず、共通重心がいずれかの天体内部にあればその系は惑星と衛星だと判断し、共通重心を内部に持つ側の天体を母惑星、もう一方をその衛星とする。逆に共通重心が宇宙空間にあればその系は二重惑星だと判断する。
これは2つの惑星がお互いの周りを廻るという二重惑星の持つイメージと一致する判断基準である。この定義によれば、地球‐月は共通重心が地球中心から0.74地球半径しか離れていないので惑星‐衛星系となり、冥王星‐カロンは共通重心が冥王星中心から約2.0冥王星半径離れた宇宙空間にあるため二重惑星となる。
しかしこの定義の場合、2つの天体間の距離が判断基準に影響を与えることになる。例えば、地球と月の距離は現在も少しずつ離れつつあるが、地球と月の距離があと1.35倍遠ざかれば共通重心は地球外に出てしまう。つまり2天体の共通重心の位置による定義に従うと、地球と月自体には何の変化もないにもかかわらず、距離の変化のみによって惑星・衛星系から二重惑星系に変わってしまう。
さらにこの定義は主惑星の密度にも依存する。仮に地球の質量はそのままで密度が2.45倍になれば、地球の半径が小さくなるため地球と月の共通重心は地球外に出てしまう。つまりこの定義に従うと、密度が高い惑星は二重惑星となりやすく、密度が低い惑星は二重惑星になりにくいことになる。
またこの定義は、主惑星の自転速度にも依存する。静水圧平衡の状態にある天体が自転すると、赤道付近が膨らんだ回転楕円体（扁球）となる。仮に冥王星が非常に高速で自転し、その赤道半径が2010年現在に予想されている値の2倍を超えると、カロンとの共通重心が冥王星内に入ってしまう。
以上のように「2天体の共通重心の位置がどちらの天体内にもない」という基準は、二重惑星が持つ「質量が似通っている」というイメージに必ずしも合致する基準ではないことがわかる。

### 常に正の曲率を保つ軌道

月と地球の軌道の比較（黒点が月、青丸が地球）

地球-月間の重力は太陽-月間の重力の半分ほどしか無く、月にとってみれば地球よりも太陽の重力の影響のほうが大きいのである。すなわち重力的には月も太陽の周りを公転していると言えるため、月は地球の衛星というよりも連星であるという指摘がある。実際、月の軌道は太陽に対して常に正の曲率を保っている。SF作家のアイザック・アシモフも、2つの天体それぞれについて、太陽を回る軌道が凸状軌道であれば二重惑星であるという定義に従って地球と月は二重惑星だとした。
地球と月はお互いの重心を公転し合っているため、両者が太陽を回る軌道はゆるやかな波状にふらつくが、太陽の重力の影響のほうが大きいため、その波形の曲がり具合は太陽を公転する軌道の円弧で相殺されてしまうほど小さい。結果として月の軌道も太陽方向に凸になることはなく、常に外側に凸な軌道であり、太陽のまわりを公転する惑星軌道と大差なく見える点で「双方を惑星と見なす」というイメージに合致する。ただしこの定義は一般的にはなっていない。そしてこの定義も2天体間の距離に依存し、さらにその惑星が公転している恒星との間の距離にも依存する。しかしこの定義であれば、主惑星の密度や自転速度には依存しない。なお、元より軌道のみを考慮した基準であるため、「大きさが似通う」というイメージには合致しない。

### その他の基準
二重惑星の基準をその他に求める例もある。
単純な例としては、2つの天体の半径などを比較してそれらが似通った大きさであるかどうかで判断するというものがある。ただしやはりこれも「大きさが似通っている」と判断するための閾値に関しては明確に決まっていない。また2つの天体の密度が大きく違っていた場合、二重惑星が持つ「質量が似通っている」というイメージに合致する基準にはならない。

## 太陽系の二重惑星

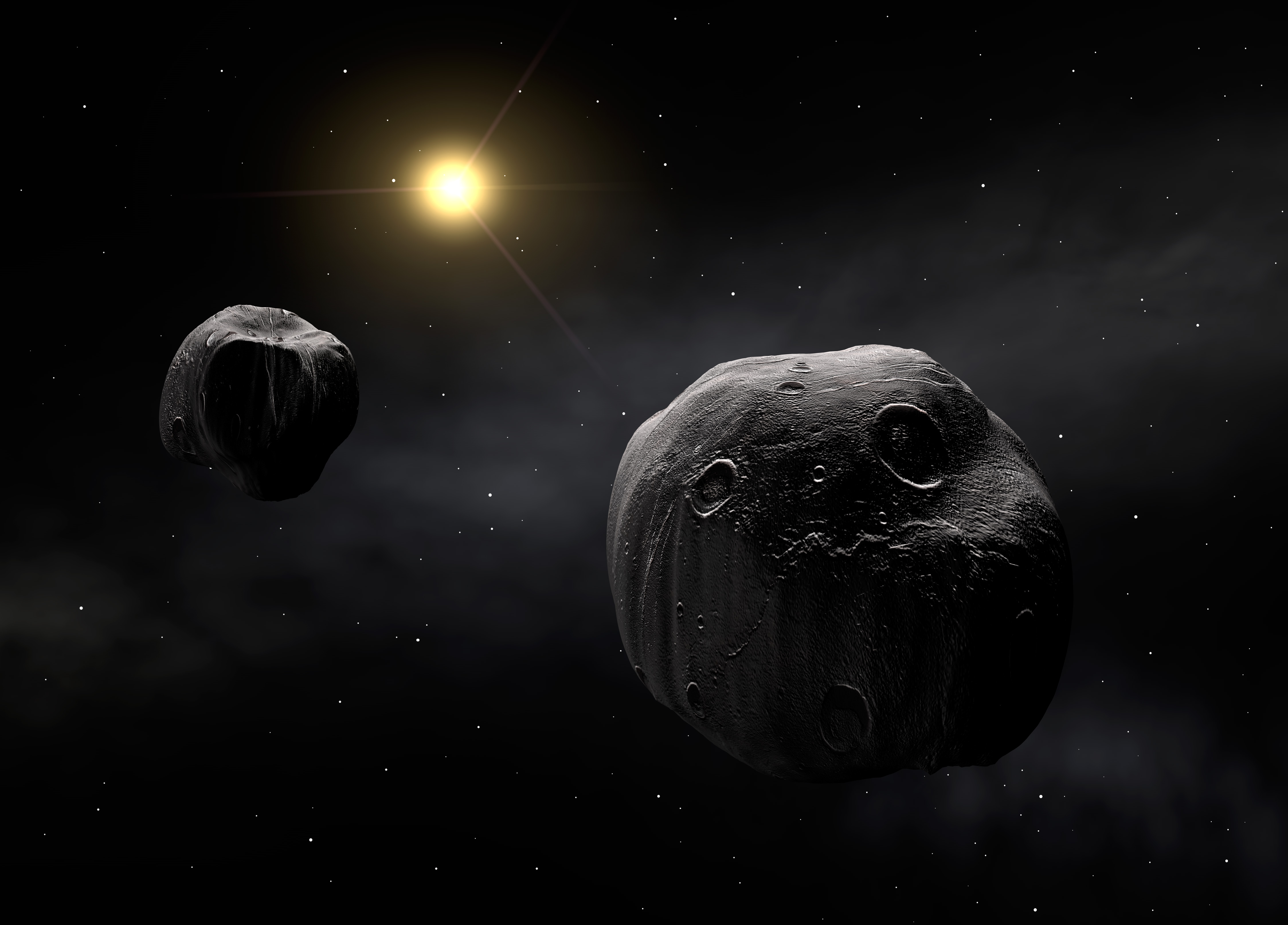
二重小惑星のアンティオペ。質量・直径がほぼ等しい2つの天体で構成されている。

2011年現在、太陽系に二重惑星と呼べる系は発見されていない。
既知の太陽系天体の中で二重惑星の候補となり得るのは、地球と月のペア、及び冥王星とその衛星カロンのペアである。
地球と月からなる系の場合、月の直径は地球の1/4、質量は1/81である。これは衛星のサイズとしては異常に大きいが、質量を見た場合、「地球と似通った大きさ」と呼ぶには小さすぎる。また地球と月の共通重心は地球の表面よりも内側にあるため、地球と月は二重惑星ではないという見方が一般的である。
冥王星とカロンの場合、質量比が7:1であり、また共通重心が宇宙空間にあるため、定義によっては二重惑星と見ることができる。しかし、そもそも冥王星自体を惑星に含めてよいかどうかについてはかねてから疑問の声があった。2006年8月に開催された国際天文学連合総会では、当初太陽系の惑星として、既知の9個にケレス、2003 UB313（エリス）とともにカロンを加えることが提案され、これが採用されれば冥王星とカロンは正式に二重惑星と認定される可能性があったが、結果的にカロンは衛星のまま、冥王星を惑星から準惑星に分類しなおす形となった。もし今後カロンも準惑星とされることがあれば「二重準惑星」になるわけである。
一方小惑星では、アンティオペ（アンティオペの直径約87.8 ±1.0kmであるのに対し、その衛星の直径は約83.8 ±1.0kmと大きさが似通っている）を始めとして、二重小惑星（連星小惑星）が複数発見されている。このような小惑星はありふれた存在だと考えられている（小惑星の衛星を参照されたい）。

## 太陽系外の二重惑星
太陽系外の二重惑星は太陽系外衛星のうち衛星の質量が大きい端的な事例である。そのような天体は太陽系外衛星の検出と同一の技法で検出できる。2024年時点では系外衛星の確実な例は確認されておらず、したがって太陽系外の二重惑星もまた仮説の域を出ない。
二重惑星の形成過程としては、太陽系の地球－月系や冥王星―カロン系で想定されているような巨大衝突によるものが太陽系外の固体惑星についても同様に適用できる。また、太陽系で類を見ない形成過程として、原始巨大ガス惑星相互の近接遭遇に伴う潮汐捕獲というプロセスが提案されている
近接遭遇の際に接近する二つの惑星の相対運動の運動エネルギーが潮汐力を通じて天体を変形させるエネルギーに変換された後、熱エネルギーとして散逸すれば原始惑星の相対運動にブレーキがかかり、小さい原始惑星は大きい原始惑星に捕獲される。このような捕獲が起きるには二天体の接近距離や相対速度が重要となる。接近距離が近すぎれば二天体は衝突融合を起こして単一の惑星になってしまう。一方で接近距離が遠すぎるか相対速度が速すぎればれば捕獲に必要なブレーキが利かずに原始惑星は大きな相対速度を残したまま飛び去ってしまう。このように、潮汐捕獲が起きるためには原始惑星はある範囲の条件を満たさなければならない。
巨大な原始惑星同士の近接遭遇自体は惑星形成の途上ではありふれた現象だと考えられており、N体シミュレーションを用いた研究によれば、巨大ガス惑星の近接遭遇の際に潮汐捕獲が起きる条件を満たすのはそれほど珍しいことではなく、巨大原始惑星同士の近接遭遇のおよそ1-20%, 10%, 14.3%が二重惑星の形成に帰結するという結果が報告されている。なお、このメカニズムが働くために惑星系全体として何か特別な条件が必要というわけではないため、通常の恒星の惑星系であっても二重巨大ガス惑星が存在している可能性があると考えられている。

主恒星に近い軌道で形成された二重惑星は、通常の系外衛星の場合と同様に、主恒星からの潮汐力の影響のため数十億年から百億年というような時間尺度に渡って安定して二重惑星系として存在できない、このため巨大ガス惑星同士の二重惑星が存在するとしたら0.3天文単位よりも主恒星から離れた軌道を持つと考えられている。潮汐捕獲により生じた二重惑星は捕獲直後には楕円軌道で共通重心を公転しているが、惑星間の潮汐相互作用による円軌道化が働き、真円に近い小さい軌道で共通重心を公転する二重惑星となる。このときの2つの惑星の典型的な距離は、惑星の物理的半径の和の2-4倍程度となる。このような典型的な距離が生じるのは、潮汐捕獲に好適な接近距離が存在することと、捕獲後の円軌道化の過程を通じて角運動量が保存されるためである。

## フィクションにおける二重惑星
二重惑星という特殊な環境は、SF作品などの中で用いられることのある題材である。明確な固体の表面を持った惑星同士（地球型惑星同士）が二重惑星となっている場所を、物語の舞台としている例がしばしば見られる。代表例として宇宙戦艦ヤマトのイスカンダル星とガミラス星がある。